# Université de Nusa Cendana

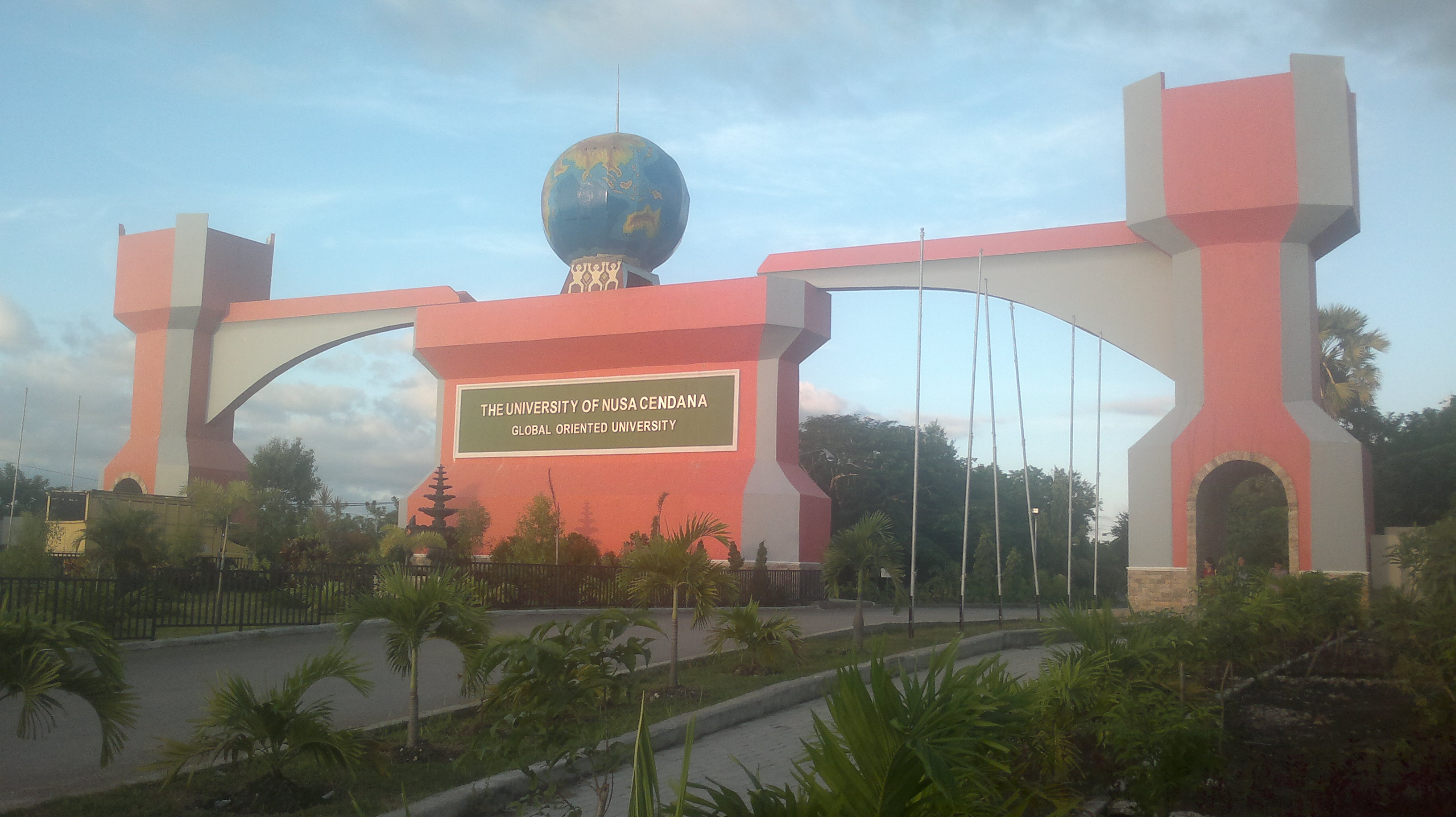
Entrée de l'Université Nusa Cendana

L' Université de Nusa Cendana (indonésien : Universitas Nusa Cendana) est une université publique à Kupang, dans les petites îles de la Sonde orientales, en Indonésie. Elle a été créée le 1er septembre 1962. Son recteur est le Prof. Ir. Fredrik L. Benu, M.Si., Ph.D.

## Formations
L'université compte huit facultés :
- École d'éducation et formation des enseignants
- École des sciences sociales et politiques
- École des sciences animales
- École de droit
- École d'agriculture
- École de santé communautaire
- École des sciences et de l'ingénierie
- Ecole de Médecine